# Гейл, Натан
Натан М. Гейл (англ. Nathan M. Gale; 11 сентября 1979, Мэрисвилл, Огайо — 8 декабря 2004, Колумбус, Огайо) — страдавший шизофренией поклонник группы Pantera, открывший огонь из пистолета Beretta 92 на концерте группы Damageplan в клубе «Alrosa Villa» города Колумбус, штата Огайо 8 декабря 2004 года. В итоге погибло 4 человека, включая гитариста и основателя группы Pantera Даймбега Дарелла, который получил 5 ранений, в том числе в голову. Ещё двое, включая барабанщика группы, Винни Пола, получили ранения. Преступник успел выстрелить 15 раз и один раз перезарядить пистолет. Он погиб в перестрелке с полицией от попадания выстрела ружья в лицо.

## Биография
Натан Гейл родился 11 сентября 1979 года в городе Мэрисвилл, Огайо, США. Он учился в средней школе имени Бенджамина Логана, а затем перевёлся в среднюю школу Мэрисвилла на первом курсе. Он учился в Объединенной профессиональной школе Хай-Пойнт штата Огайо, изучал строительные и электромонтажные работы. Сам Гейл рос замкнутым ребёнком, возможно, из-за проблем с недостатком внимания со стороны родителей. Он окончил школу в 1998 году. 
После этого он не работал и продолжал жить со своей матерью Мэри Кларк. В это же время он начал злоупотреблять алкоголем и лёгкими наркотиками. В декабре 1997 года, находясь в состоянии наркотического опьянения, Гейл чуть не убил свою мать ножом. Но Кларк вовремя позвонила в службу 911. После данного инцидента мать запретила ему приходить домой. До 1999 года Гейл был разнорабочим. В январе 2000 года Гейл несколько недель жил со своими друзьями, но они попросили его уйти, когда обнаружили у него несколько граммов марихуаны. В марте 2000 года Кларк разрешила Гейлу вернуться после того, как тот согласился пройти курс реабилитации от наркотиков. 
В феврале 2002 года Гейл поступил на службу в Корпус морской пехоты США. Кларк гордилась военной службой своего сына, считая что он успешно оправился от своих проблем с наркотиками. В качестве рождественского подарка в 2002 году она купила ему пистолет, который позже он использовал в стрельбе. Гейл находился в Кэмп-Лежен в Северной Каролине вместе со 2-й дивизией морской пехоты до октября 2003 года, когда его демобилизовали. Представитель морской пехоты отказался раскрыть причину увольнения Гейла, сославшись на правила конфиденциальности. Кларк заявила после стрельбы, что Гейл сказал ей, что он был выписан из-за диагноза - параноидная шизофрения. После его увольнения Министерство по делам ветеранов США предоставило Гейлу работу механика. Его работодатель, Рич Ченкула, позже сообщил, что Гейл также говорил ему, что он шизофреник. Кларк полагала, что Гейл не принимал лекарства от этой болезни; вскрытие, проведённое коронером округа Франклина показало, что никаких наркотиков в организме Гейла не было.
При росте 6 футов 3 дюйма (1,91 м) и весе более 250 фунтов (113 кг) Гейл был линейным нападения полупрофессиональной футбольной команды  Lima Thunder; он слушал Pantera перед играми, чтобы подготовиться психологически. Он был поклонником Pantera со средней школы и сохранил привязанность к группе после её распада в 2003 году. Дэйв Джонсон, бывший друг, заявил, что Гейл писал тексты песен, но когда Джонсон заметил, что тексты эти были скопированы с Pantera, Гейл сказал, что это Pantera украла его тексты и он планирует подать в суд на группу. Гейл также утверждал что члены Pantera пытались украсть его личность. Другой бывший друг, Марк Брейк, сказал, что Гейл "был одержим группой Pantera". Джонсон сообщил что он дистанцировался от Гейла за несколько месяцев до стрельбы из-за странного поведения Гейла, которое включало в себя разговоры с самим с собой и взаимодействие с воображаемой собакой. Брейк сообщил что наблюдал такое же поведение.
Гейл имел судимость и был известен местной полиции, хотя ни одно из его преступлений не было насильственным. Он был осужден за незаконное проникновение в 1997 году для скейтбординга в супермаркете, и в 1999 году, за то что неоднократно спал в общественном парке. В 2000 году Гейлу было предъявлено обвинение в получении краденного имущества в связи с кражей набора весов у строительной компании, которая его наняла, и он был уволен. 17 ноября 2004 года он был арестован за вождение с приостановленными водительскими правами. В момент стрельбы, Гейл был строителем и жил один в квартире в Мэрисвилле. Рукописные записи были обнаружены полицией в его квартире после стрельбы. В одной из записок говорилось: "Вот увидишь, оживёшь. Я заберу твою жизнь, и сделаю её своей. Это моя жизнь, я ушёл. Попался." ("You'll see come alive. I'll take your life and make it mine. This is my life I'm gone. Git me.")

## Мотивы
Ранние теории предполагали, что мотивом для Гейла послужили распад Pantera или же конфликт между братьями Эбботт (Даймбэг Даррелл и Винни Пол) и вокалистом Pantera Филом Ансельмо. Но это было опровергнуто в процессе следствия. Согласно другой гипотезе, Гейл верил, что Эбботт (Даймбэг Даррелл) украл у него песню. Известно также, что 5 апреля 2004 года он попытался прорваться на сцену, где выступала группа Damageplan. Но ему это не удалось, и Гейл подрался с охранником группы, который впоследствии был убит на концерте самим же Гейлом.

## Стрельба
Вечером 8 декабря 2004 года на последнем концерте группы Damageplan в клубе «Alrosa Villa» в городе Колумбус Натан Гейл подобрался как можно ближе к сцене, затем внезапно открыл огонь по выступающим из пистолета Beretta 92. 
Гитарист и основатель группы — Даймбэг Даррелл получил пять ранений, в том числе в грудь и голову, убивших его мгновенно. Ему было 38 лет. Трое других, убитых Гейлом: 23-летний Натан Брэй — посетитель концерта из Колумбуса, 29-летний работник клуба Эрин Халк из северо-западного Колумбуса и 40-летний охранник Джеф Томпсон. Также в перестрелке были ранены барабанный техник группы Джон Брукс и менеджер Крис Палуска. 
По заявлению полиции, Гейл успел сделать 15 выстрелов и один раз перезарядить оружие. Он хранил молчание во время стрельбы. Когда служба безопасности попыталась остановить его, Гейл обстрелял их, ранив Палуску и убив Халка, который пытался напасть на него с пивной бутылкой. Начальник охраны Джеффри Томпсон некоторое время сдерживал убийцу, не дав ему убить других музыкантов — Винни Пола и Джона Грэхема. 
В драке Гейл потерял очки, что не позволило ему через несколько минут заметить офицера полиции Джеймса Ниггемейера. Томпсон был смертельно ранен Гейлом. Пришедший на концерт Натан Брэй выпрыгнул на сцену, чтобы оказать первую помощь Даймбэгу и Томпсону, сделал шаг навстречу Гейлу и был застрелен в грудь. Брукс некоторое время боролся с Гейлом на сцене, но при попытках отобрать оружие получил ранения в правую руку, правую ногу и туловище и был взят в заложники как живой щит. Пять полисменов во главе с Риком Крамом поспешили к сцене через главный вход. Полицейский Джеймс Д. Ниггемейер вошёл через задний ход за сценой. Гейл видел только полицейских впереди сцены, он не успел увидеть Ниггемейера. Когда заложник убрал голову, Ниггемейер выстрелил в Гейла — пуля из ружья попала тому в лицо, сразив стрелка на месте.